# Венгер, Леонид Абрамович
Леони́д Абра́мович Ве́нгер (26 мая 1925, Харьков — 17 июня 1992, Москва) — советский психолог. Кандидат педагогических наук, доктор психологических наук (1968), профессор.

## Биография
Леонид Абрамович Венгер родился 26 мая 1925 года в Харькове. Родной брат А. А. Катаевой-Венгер.
Л. А. Венгер с 17 лет участвовал в Великой Отечественной войне. Был ранен, награждён медалями. После войны окончил психологическое отделение философского факультета МГУ (1951). По распределению направлен в город Ленинабад Таджикской ССР (ныне Худжанд, Республика Таджикистан). Преподавал психологию, логику и литературу в школе, затем работал в Учительском институте. Заведовал кафедрой педагогики и психологии Ленинабадского педагогического института (1957—1960). Все это время Л. А. Венгер поддерживал тесные контакты со своими университетскими учителями: А. Р. Лурией, А. Н. Леонтьевым и, прежде всего, А. В. Запорожцем, под руководством которого защитил кандидатскую диссертацию «Восприятие отношений (на материале исследования иллюзий тяжести и величины)» (1955).
В 1960 году переехал в Москву и до конца жизни работал в НИИ дошкольного воспитания АПН СССР, созданном А. В. Запорожцем. В 1968 году защитил докторскую диссертацию «Развитие восприятия и сенсорное воспитание в дошкольном возрасте». С того же года возглавлял лабораторию психологии детей дошкольного возраста, в которой собрал своих учеников и единомышленников. Все его последующие исследования проводились при их поддержке и активном участии. С 1972 года — профессор МГПИ им. В. И. Ленина, читал курс лекций на факультете психологии МГУ.
Сын Александр (род. 1949) — психолог, профессор МГППУ.
Скончался 17 июня 1992 года. Похоронен в Москве на Донском кладбище.

## Научная деятельность
Ранние исследования Л. А. Венгера, основанные на идеях его учителя А. В. Запорожца, посвящены изучению восприятия, начиная с его развития в младенчестве и до взрослого возраста [2], [3]. Эти исследования легли в основу докторской диссертации «Развитие восприятия и сенсорное воспитание в дошкольном возрасте» (1968).
Следующим направлением исследований Л. А. Венгера и возглавляемой им лаборатории стало создание первой отечественной системы тестов для дошкольников, тщательно стандартизированной на репрезентативной выборке. Её специфика определяется опорой на концепцию Л. С. Выготского, в соответствии с которой в качестве показателя умственного развития рассматривается степень овладения культурно-исторически выработанными психологическими средствами [4].
Значительным научным достижением Л. А. Венгера стала разработанная им теория формирования познавательных способностей (сенсорных и интеллектуальных). Согласно ей, в основе познавательных способностей лежит оперирование обобщенными образами (сенсорными эталонами и наглядными моделями), отражающими связи и отношения между объектами. Оно формируется благодаря специфичным для дошкольного возраста «моделирующим» видам деятельности: игре, конструированию, рисованию, лепке, аппликации [5].
Под руководством Л. А. Венгера созданы программы умственного воспитания «Развитие» и «Одаренный ребёнок», использующиеся в детских садах многих городов России. Специфика этих программ состоит в обучении дошкольников использованию и самостоятельному построению разнообразных схем, чертежей, планов и т. п. Благодаря этому у детей формируются соответствующие образные представления, которыми они могут оперировать «в уме». Таким образом осуществляется целенаправленное руководство развитием познавательных способностей. Многие задания из этих программ адаптированы для применения в дошкольных учреждениях других стран (США, Англии, Испании) [6], [7], [8].
В русле научной школы Л. А. Венгера выполнено несколько докторских диссертаций, под его непосредственным руководством защищено 48 кандидатских диссертаций. Он широко известен за рубежом, его работы переведены на немецкий, английский, испанский, португальский, чешский и японский языки. Л. А. Венгер внес большой вклад в развитие кубинской психологии [9] (в течение года он жил и работал на Кубе, а в дальнейшем продолжал научное руководство работами кубинских психологов).

## Основные труды

### Монографии
- Усова А. П., Сакулина Н. П., Аванесова В. Н., Венгер Л. А., Запорожец А. В., Поддьяков Н. Н. Теория и практика сенсорного воспитания в детском саду. — М.: «Просвещение», 1965.
- Запорожец А. В., Венгер Л. А., Зинченко В. П., Рузская А. Г. Восприятие и действие. — М.: «Просвещение», 1967.
- Венгер Л. А., Лаврентьева Т. В., Холмовская В. В. Формирование восприятия у дошкольника. — М.: «Просвещение», 1968.
- Венгер Л. А. Генезис сенсорных способностей. — М.: «Педагогика», 1976.
- Венгер Л. А., Пилюгина Э. Г., Максимова З. Н., Феоктистова Л. И., Васильева Т. Г. Дидактические игры и упражнения по сенсорному воспитанию дошкольников. — М.: «Просвещение», 1978.
- Венгер Л. А., Проскура Е. В. Развитие познавательных способностей дошкольника. — Киев: «Радянська школа», 1985.
- Венгер Л. А., Пилюгина Э. Г., Венгер Н. Б. Воспитание сенсорной культуры ребёнка. — М.: «Просвещение», 1988.
- Венгер Л. А., Мухина В. С. Психология. — М.: «Просвещение», 1988.
- Венгер Л. А., Дьяченко О. М., Говорова Р. И., Цеханская Л. И. Игры и упражнения по развитию умственных способностей у детей дошкольного возраста. — М.: «Просвещение», 1989.
- Венгер Л. А., Марцинковская Т. Д., Венгер А. Л. Готов ли ваш ребёнок к школе?. — М.: «Знание», 1994.
- Венгер Л. А., Дьяченко О. М., Астаськова Н. Ф., Бардина Р. И. Программа «Одарённый ребёнок». — М.: «Новая школа», 1995.
- Венгер Л. А., Венгер А. Л. Домашняя школа мышления. — М.: «Дрофа», 2010.
- Венгер Л. А. Про трёх котят. Наглядное моделирование. Для детей 2-4 лет. — М.: «Карапуз», 2010.
- Венгер Л. А. Вот и вышел человечек.... — М.: «Карапуз», 2010.

### Статьи
- Венгер Л. А. Игра как вид деятельности // «Вопросы психологии», 1978, № 3, с. 163–165.
- Венгер Л. А., Пирьов Г. Д., Трифонов Т. М. Способности и развитие // «Вопросы психологии», 1981, № 3, с. 163.
- Венгер Л. А. Теория деятельности как основа обучения иностранным языкам // «Вопросы психологии», 1981, № 6, с. 154–155.
- Венгер Л. А. Овладение опосредствованным решением познавательных задач и развитие когнитивных способностей ребёнка // «Вопросы психологии», 1983, № 2, с. 43–50.
- Венгер Л. А. А. В. Запорожец и его вклад в советскую психологию // «Вопросы психологии», 1985, № 4, с. 121–125.
- Венгер Л. А., Ибатуллина А. А. Соотношение обучения, психического развития и функциональных особенностей созревающего мозга // «Вопросы психологии», 1989, № 2, с. 20–27.